# Архентино
Језеро Архентино (шп. Lago Argentino) је ледничко језеро у јужној Патагонији у Аргентини. Налази се на 187 метара надморске висине у предгорју Патагонијских Анда, близу границе са Чилеом. Површина му је 1.415 км², широко је 32 километра и дубоко максимално 500 метара, па стога представља криптодепресију. Језеро се храни водом од притоке Леоне на североистоку, која истиче из језера Виједма и од ледника Морено и Упсала, који су на западу. Архентино има и отоку, а то је река Санта Круз која истиче у источном делу језера и улива се у Атлантски океан. Укупна повшина басена језера је око 17.000 км². Архентино је значајна туристичка дестинација, али и риболовачко средиште. На јужној обали језера налази се град Ел Калафате.